# Villamos gép
A villamos gép fogalma az elektrotechnikában a transzformátort és a forgó villamos gépeket foglalja magába. Az előbbi villamos gép a villamos energiát más paraméterekkel rendelkező villamos energiává alakítja, míg az utóbbiak a villamos energiát mechanikai energiává alakítják (motor) vagy a mechanikai energiát alakítják villamos energiává (generátor).
A villamos gépek osztályozása:
- transzformátor
- forgó villamos gépek
  - villanymotor
  - generátor

## A villamos gépek törvényei
Az alábbi törvények minden villamos gépre igazak és fontos tájékoztatást adnak alapvető működésükről:
1. törvény: A villamos gépek működése két egymáshoz képest relatív nyugalomban lévő villamos vagy mágneses mező kölcsönhatásán alapul.
2. törvény: A villamos gépek működése reverzibilis, azaz az energiaáramlás iránya megfordítható.
3. törvény: A villamos gépek hatásfoka elméletben tetszőlegesen megközelítheti a 100%-ot.
Az első törvény transzformátor esetében természetesen automatikusan teljesül, hiszen a primer és szekunder mágneses mező változása azonos frekvenciával történik, fázistolás azonban természetesen lehet közöttük a transzformátor óraszámától és a terheléstől függően.
A forgó villamos gépek mindig egy állórészből és egy forgórészből állnak, a kettő között légrés helyezkedik el, a forgást pedig csapágyazás teszi lehetővé. Ebben az esetben a forgórész mező és az állórész mező mindig együtt forog, fázistolás természetesen itt is lehetséges és az állandósult nyomaték létrehozásához szükséges is.
Noha a törvények alapján lehetőség van villamos mezők kölcsönhatásán alapuló gépeket is készíteni, a gyakorlatban ezek alkalmazása csak nanoméretekben tűnik gazdaságosnak. Egy adott méretű mágneses mezőben tárolható energia ugyanis 10 000-szer nagyobb, mint az ugyanekkora villamos mezőben tárolható. Emiatt a gyakorlatban alkalmazott villamos gépek működése minden esetben két mágneses mezőn alapul.
Az első törvényt fejezi ki matematikailag villamos forgógépekre az úgynevezett frekvencia-feltétel. Ennek alakja:
{\displaystyle \Omega _{S}=\Omega _{R}+\Omega _{M}}
ahol:
- ωs az állórész mező szögsebessége az állórészhez képest.
- ωr a forgórész mező szögsebessége az forgórészhez képest.
- ωm a forgórész szögsebessége az állórészhez képest.

Egyenárammal gerjesztett állórész esetében például ωs=0, így ωr=-ωm. A különböző forgógép alaptípusoknál a frekvenciafeltétel más-más módon teljesül.
A reverzibilitás törvénye (2. törvény) transzformátor esetében azt jelenti, hogy a primer és a szekunder oldal felcserélhető, azaz ugyanaz a transzformátor lefelé és felfelé is képes transzformálni a feszültséget attól függően, hogy a nagyobb vagy a kisebb menetszámú oldala felől érkezik az energia. Forgó villamos gépekre e törvény azt jelenti, hogy ugyanaz a gép motorként és generátorként is képes üzemelni. Az üzemállapotot az dönti el, hogy a gépet a villamos oldalról tápláljuk, vagy a tengely oldaláról hajtjuk.
Az elméleti 100%-os hatásfok nagy jelentőségű az alkalmazás szempontjából. A gyakorlatban elérhető hatásfokok is nagy gépek esetében 90% felett vannak, transzformátor esetében nem ritka a 99,5%-ot meghaladó hatásfok sem. Éppen a magas értékek miatt tekinthető egyenértékűnek a mechanikai és a villamos energia, hiszen egymásba alakításuk nagyon alacsony veszteség mellett megtehető. Ugyanakkor a villamos energia szállítása éppen a transzformátor jóvoltából gazdaságos akár hatalmas távolságokra is.

## Villamos forgógép alaptípusok
A frekvencia-feltételt három alapvető módon lehet kielégíteni, és ezzel kapjuk a három alap forgógép típust. Ezek a következők:

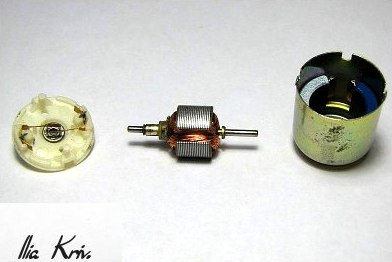
Szétszerelt állandó mágneses egyenáramú gép

### Egyenáramú gépek
Az állórészen egyenáramú gerjesztőtekercs, vagy állandómágnes helyezkedik el, amely térben és időben állandó mágneses mezőt hoz létre (ωs = 0). A frekvencia-feltétel értelmében ekkor ωr = –ωm, azaz a forgórész mezejét a forgórésszel megegyező sebességgel szembe kell forgatni ahhoz, hogy a forgórész mező és az állórész mező együtt álljon. Ezt biztosítja a forgórészen elhelyezett kommutátor.

### Szinkron gépek
A forgórészen egyenáramú gerjesztőtekercsek találhatók, amelyek a forgórészhez rögzített, azzal együtt forgó mágneses mezőt hoznak létre. Ezzel ωr = 0. A frekvencia-feltétel értelmében ekkor ωs = ωm, azaz a gép csak akkor képes működni, ha a forgórész együtt, azaz szinkron módon forog az állórész mezővel.

### Aszinkron gépek

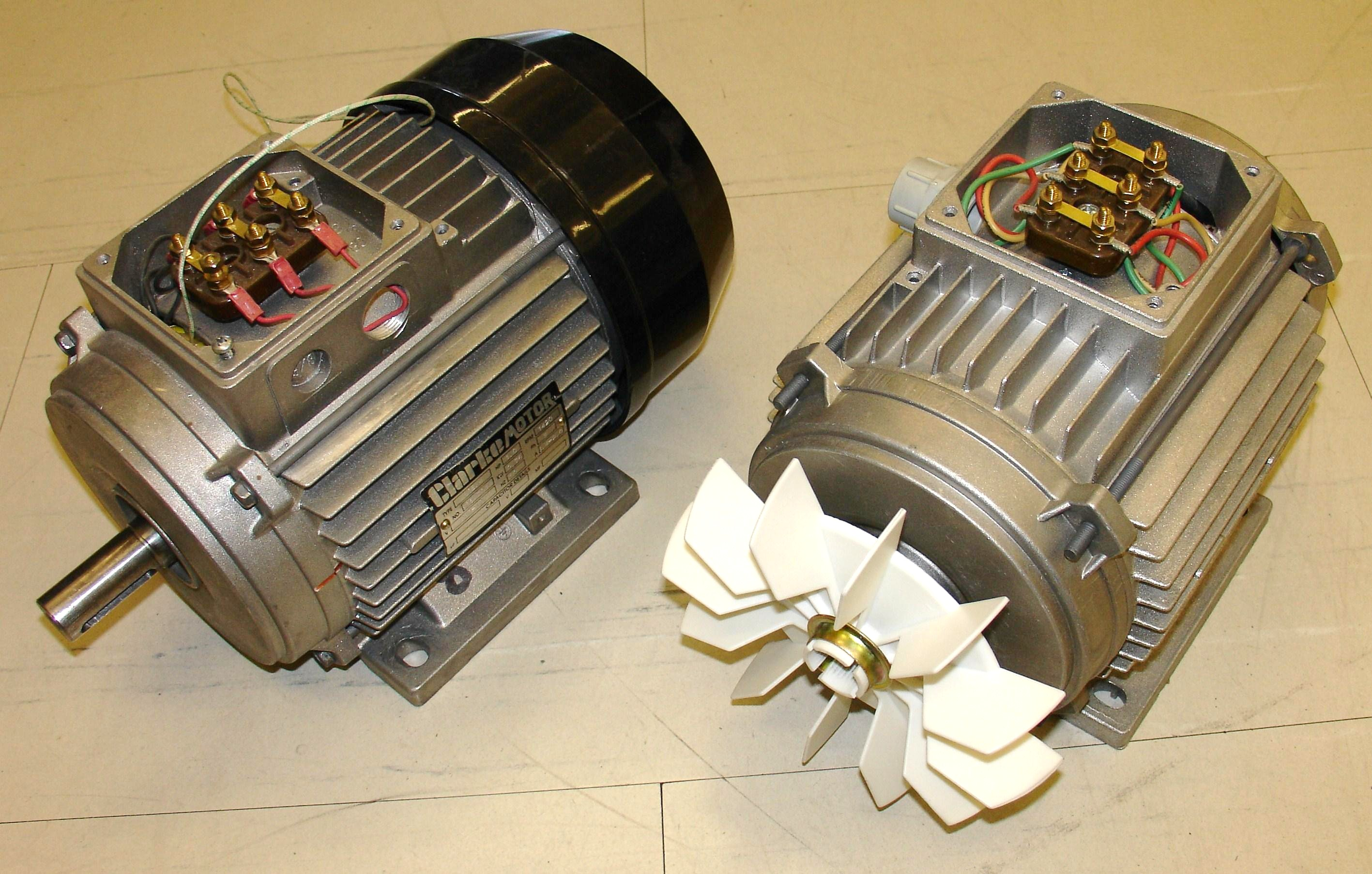
Rövidrezárt forgórészű aszinkron motorok

Az állórészen és a forgórészen is többfázisú, hornyokban elosztott tekercselés található. A forgórész rövidre zárt. Esetenként a forgórész kalickás forgórész, de ez fizikailag egyenértékű egy sokfázisú rövidre zárt tekercseléssel. A nagyobb teljesítményű 3 fázisú típusoknál a forgórész kapcsai ki vannak vezetve, hogy indítási üzemben a forgórészkörbe kötött ellenállásokkal – például vízindítóval – az indulási áramlökést csökkentse, az indítónyomatékot növelje.